# Метод Занстра

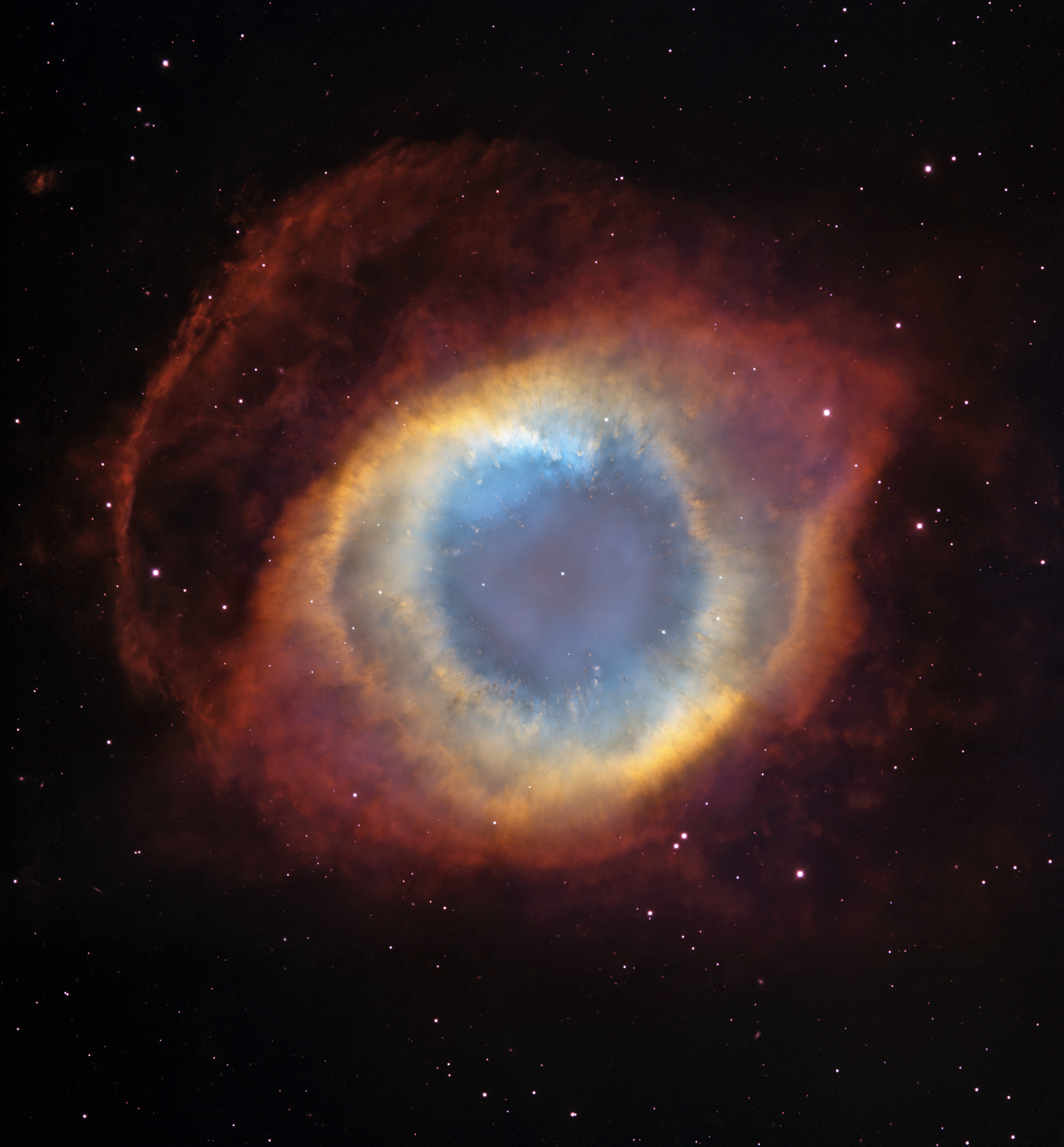
NGC 7293, Туманность Улитка, планетарная туманность
NASA, ESA, C.R. O’Dell (Университет Вандербильта)

Ме́тод За́нстра (англ. Zanstra method) — метод определения температуры фотосферы звёзд в центре планетарных туманностей, возбуждающих их свечение. Метод разработал нидерландский астроном Герман Занстра в 1927 году.
При определении температуры звезды по методу Занстра предполагается, что окружающая звезду газовая туманность оптически плотная в континууме Лаймана, что означает, что все фотоны от центральной звезды с энергиями достаточными для ионизации атомов водорода в туманности поглощаются внутри туманности.
На основе этого предположения о полном поглощении можно использовать отношение интенсивности излучения сплошного спектра звезды вблизи линии Бальмера и в линии Бальмера {\displaystyle \mathrm {H\beta } } для определения эффективной температуры фотосферы звезды.

## Метод Занстра для водородной туманности
Для туманности, состоящей только из водорода, динамически равновесная ионизация означает, что в единицу времени число ионизирующих фотонов от центральной звезды уравновешивается темпом  рекомбинации протонов и электронов в атомы нейтрального водорода внутри сферы Стрёмгрена туманности. Ионизация атомов водорода может происходить только под воздействием фотонов с частотой не менее {\displaystyle \nu _{0}}, соответствующей энергии ионизации атома водорода равной 13,6 эВ:
{\displaystyle \int _{\nu _{0}}^{\infty }{\frac {L_{\nu }}{h\nu }}d\nu =\int _{0}^{r_{1}}n_{p}n_{e}\alpha _{B}dV,}
где {\displaystyle r_{1}} — радиус сферы Стрёмгрена,
{\displaystyle n_{p},\ n_{e}} — концентрации протонов и электронов,
{\displaystyle L_{\nu }} — светимость центральной звезды,
{\displaystyle \alpha _{B}} — коэффициент рекомбинации для возбуждённых уровней атома водорода.
Отношение количества фотонов, испущенных туманностью в линии {\displaystyle \mathrm {H\beta } }, и количества ионизирующих фотонов от центральной звезды можно оценить как:
{\displaystyle {\frac {L_{\nu _{H\beta }}}{\int _{\nu _{0}}^{\infty }{\frac {L_{\nu }}{h\nu }}d\nu }}\approx h\nu _{H\beta }{\frac {\alpha _{H\beta }^{\text{eff}}}{\alpha _{B}}},}
где {\displaystyle \alpha _{H\beta }^{\text{eff}}} — эффективный коэффициент рекомбинации для линии {\displaystyle \mathrm {H\beta } }.
Для данной частоты излучения звезды {\displaystyle \nu _{s}} отношение Занстра определяется как
{\displaystyle Z={\frac {L_{\nu _{s}}}{\int _{\nu _{0}}^{\infty }{\frac {L_{\nu }}{h\nu }}d\nu }}=h\nu _{H\beta }{\frac {\alpha _{H\beta }^{\text{eff}}}{\alpha _{B}}}{\frac {F_{\nu _{s}}}{F_{H\beta }}},}
где {\displaystyle F_{\nu _{s}}} и {\displaystyle F_{\mathrm {H\beta } }} — потоки излучения на непрерывного спектра звезды и в линии {\displaystyle \mathrm {H\beta } } соответственно.
Используя вторую формулу отношение Занстра можно получить из наблюдений.
С другой стороны, применяя модели звёздных атмосфер, можно вычислить теоретическое отношение Занстра в зависимости от эффективной температуры центральной звезды. Сопоставление с наблюдаемым значением позволяет оценить эффективную температуру звезды.